# Araucaria angustifolia
Araucaria angustifolia, Paraná bor, brazilski bor ali drevo kandelaber (pinheiro-do-paraná, araucária ali pinheiro brasileiro), je kritično ogrožena vrsta v rodu iglavcev Araucaria. Čeprav se splošna imena v različnih jezikih nanašajo na vrsto kot bor, ne sodi v rod Pinus.

## Izvor in taksonomija
Rod Araucaria je bil del kopenske flore od triasa in je dosegel svoj vrhunec v Gondvani. Danes je omejena na južno poloblo in ima 19 vrst.

## Razširjenost
Pokriva prvotno območje 233.000 kvadratnih kilometrov, zdaj je izgubila približno 97 % svojega habitata zaradi sečnje, kmetijstva in gojenja gozdov.
Doma je v južni Braziliji (najdemo jo tudi v visokogorskih območjih južnega Minas Geraisa, v osrednjem delu države Rio de Janeiro ter na vzhodu in jugu države São Paulo, vendar bolj tipično v zveznih državah Paraná, Santa Catarina in Rio Grande do Sul. Glede na študijo, ki jo je opravil brazilski raziskovalec Reinhard Maack, je prvotno območje pojavljanja predstavljalo 36,67 % države Paraná (73.088 km²), 60,13 % države Santa Catarina (57.332 km²), 21,6 % zvezne države São Paulo (53.613 km²) in 17,38 % države Rio Grande do Sul (48.968 km²). Najdemo jo tudi na severovzhodu Argentine (Misiones in Corrientes), lokalno v Paragvaju (Alto Paraná), raste v nizkih gorah na nadmorski višini 500–1800 metrov in v severnih regijah Urugvaja, kjer so mislili da je izumrla do nedavnih odkritij.
Prazgodovinska razširjenost A. angustifolia v prejšnjih geoloških obdobjih je bila zelo drugačna od današnje, fosile so našli v severovzhodni Braziliji. Današnje območje razširjenosti je nedavno, vrste so se na to območje preselile v kasnejšem pleistocenu in zgodnjem holocenu. Ta horološki premik je morda posledica podnebnih sprememb in selitve gorske flore prek rečnih tokov.

## Opis
Je zimzeleno drevo, ki zraste do 40 m visoko in 1 m premera v prsni višini. Vendar je največji posameznik v bližini Nova Petrópolisa v zvezni državi Rio Grande do Sul v Braziliji visok 45 m, premer v višini prsi obsega 3,8 m. Drevo hitro raste; kar 113 cm na leto (16 metrov v 14 letih) v Puerto Piray, provinca Misiones, Argentina.:13_8 Listi so debeli, žilavi in podobni luskam, trikotni, 3–6 centimetrov dolgi, 5–10 milimetrov širok na dnu, z ostrimi robovi in konico. Vztrajajo 10 do 15 let, tako da prekrijejo večino drevesa, razen debla in starejših vej. Lubje je nenavadno debelo; do 15 centimetrov globoko. Je v tesnem sorodu s čilsko aravkarijo (Araucaria araucana) iz bolj jugozahodne Južne Amerike, najbolj vidno se razlikuje po ožjih listih.
Običajno je dvodomna, z moškimi in ženskimi storži na ločenih drevesih. Moški (cvetni prah) storži so podolgovati, sprva dolgi 6 cm, se razširijo na 10–18 cm, za 15–25 mm široki ob sproščanju cvetnega prahu. Kot vsi iglavci se oprašuje z vetrom. Ženski storži (semena), ki dozorijo jeseni približno 18 mesecev po opraševanju, so kroglasti, veliki, premera 18–25 cm in vsebujejo približno 100–150 semen. Storžki ob zrelosti razpadejo in sprostijo približno 5 cm dolga semena, podobna oreščkom, ki jih nato razpršijo živali, zlasti modra šoja Cyanocorax caeruleus.
Notranje lubje in smola iz debla drevesa sta rdečkasta, kar je lahko dobra značilnost, ker se razlikuje od A. araucana, ki ima rjavo lubje v notranjosti in belo smolo.

## Habitat in ekologija
Najraje ima dobro odcedna, rahlo kisla tla, vendar bo prenašala skoraj vsako vrsto tal, če je drenaža dobra. Potrebuje subtropsko/zmerno podnebje z obilnimi padavinami, ki prenaša občasne zmrzali do približno –5 do –20 °C.
Semena so zelo pomembna za domače živali. Več sesalcev in ptic je pinhao in ima pomembno ekološko vlogo v vlažnih gozdovih Araucarije (podvrsta brazilskega Atlantskega gozda).
V dolgoročni študiji opazovanja prehranjevanja veverice Guerlingutus brasiliensis ssp. ingrami v sekundarnem gozdu A. angustifolia v Parque Recreativo Primavera v bližini mesta Curitiba, Paraná, od desetih rastlinskih vrst, katerih semena ali oreščke je jedla veverica, so bila semena A. angustifolia najpomembnejši prehrambeni izdelek jeseni, pomemben delež njihove prehrane pozimi pa predstavljajo tudi semena.
Veverice shranjujejo semena, vendar ni jasno, kako to vpliva na razmnoževanje.

## Človeška uporaba
Je priljubljeno vrtno drevo v subtropskih območjih, ki ga sadijo zaradi nenavadnega učinka debelih, 'plazečih' vej z zelo simetričnim videzom.
Semena, podobna velikim pinjolam, so užitna in jih obsežno nabirajo v južni Braziliji (zvezne države Paraná, Santa Catarina in Rio Grande do Sul), kar je še posebej pomembno za majhno populacijo domorodcev v regiji (Kaingáng in drugi južni Jê). Semena, imenovana pinhão [piˈɲɐ̃w], so priljubljena kot zimski prigrizek. V mestu Lages v Santa Catarini je priljubljen sejem pinhao, na katerem uživajo kuhano vino in kuhana semena Araucarije. V Braziliji se letno zbere 3400 ton semen.
Uporablja se tudi kot les za stopnice in stavbno pohištvo. Vrsta se pogosto uporablja v ljudski medicini.
A. angustifolia se goji kot okrasna rastlina v mestnih parkih Čila, od Santiaga do Valdivie. Na nizkih nadmorskih višinah raste bolje kot lokalna Araucaria araucana, zato se uporablja kot nadomestek v osrednji dolini in obalnih regijah Čila. V nekaterih krajih, kot je mesto Melipeuco, je A. angustifolia mogoče videti, kako raste vzporedno z A. araucana.
Hibrid Araucaria angustifolia × araucana naj bi se prvič pojavil »v okolju plantažnih gozdov v Argentini nekje v poznem 19. ali zgodnjem 20. stoletju«. Tako ni naravni hibrid, saj je med naravnimi sestoji obeh vrst več kot 1000 km.

## Vloga pri širjenju gozdov
Študije kažejo na odločilni prispevek Araucarije pri spodbujanju širjenja gozdov. Drevesa Araucaria angustifolia igrajo ključno vlogo pri oblikovanju pokrajine in spodbujanju ekološke raznolikosti v južnem Brazilskem višavju. Ti iglavci delujejo kot spodbujevalna vrsta, znana tudi kot drevesa dojilje, kar znatno poveča bogastvo vrst in številčnost drugih dreves pod njihovimi krošnjami. Krošnje teh ikoničnih dreves spodbujajo edinstveno mikrookolje, ki pozitivno vpliva na strukturo in raznolikost rastlinskih združb.

## Ohranjanje
Po enem izračunu je v zadnjem stoletju zaradi sečnje, kmetijstva in gojenja gozdov izgubil približno 97 % svojega habitata. Ljudje jedo tudi semena, kar lahko zmanjša novačenje. Zato jo je IUCN leta 1998 uvrstil kot 'ranljivo' in leta 2008 kot 'kritično ogroženo'.